# 1848年革命
1848年革命，也称民族之春（英语：Spring of Nations）或人民之春（英语：Springtime of the Peoples），是在1848年欧洲各国爆发的一系列武裝革命。这一系列革命波及范围之广，影响国家之大，可以说是欧洲历史上最大规模的革命运动。第一场革命于1848年1月在兩西西里王國的西西里岛爆发。随后的法国二月革命更是将革命浪潮波及到几乎全欧洲。但是这一系列革命大多都迅速以失败告终。尽管如此，1848年革命还是造成了各国君主与贵族体制动荡，并间接导致了德国统一及意大利统一运动。

## 意大利邦國1848年革命

### 背景
自從在經歷1830年革命以後，意大利逐漸隨社會的發展興起一班中產階級。在1847年，加富爾創立了一份名為『復興』的報紙，意指十九世紀的義大利統一運動會為意大利帶來復興。鑑於中產階級興起帶動了社會的政治意識增加，故此這份報紙在民眾中間開始得到接受；另一方面，一些意大利人也開始受燒炭黨和馬志尼的青年意大利黨等組織之宣傳及其傳播的統一思想所影響，意大利的民族意識逐漸覺醒及受到支持。

### 經過
在1848年1月，兩西西里王國首先爆發了反抗兩西西里國王费迪南多二世專制統治的革命，迫使他賦與國民一部憲法。這引發了亞平寧半島上的人們紛紛爭取自由主義及民族主義，在同年的2月和3月，那不勒斯、托斯卡尼、皮埃蒙特均頒布了憲法。3月18日，米蘭及熱那亞亦爆發革命，迫使奧軍撤出該地。威尼斯亦爆發了起義、共和主義者恢復了威尼斯共和國，迫使奧軍撤退。結果，倫巴底、威尼托、帕爾馬、摩德那亦出現了起義。
在3月24日，革命更得到其中一個邦國政府的支持，薩丁尼亞-皮埃蒙特王国在國王查理亞伯特的領導下聯同倫巴底向奧地利帝國宣戰。然而，教宗不想與奧地利開戰，因為同是天主教的國家。其他邦國亦遵從教宗的決定，僅給予查理亞伯特很有限的支持。於是，薩丁尼亞-皮埃蒙特王国最終在7月24日戰敗，查理亞伯特讓位與兒子伊曼紐二世。
除君主立憲主義者支持薩丁尼亞-皮埃蒙特王国對奧地利的戰爭外，與此同時，共和主義者也在羅馬發動革命，他們由馬志尼和加里波底帶領，攻入羅馬城，迫使教宗出走，成立了羅馬共和國。然而在1849年7月，共和主義者的革命遭到和君主立憲者同樣的結果，法國派兵推翻了羅馬共和國，並進佔羅馬。羅馬的革命被鎮壓，教宗庇護九世在法軍的保護下復辟。最後在8月28日，威尼斯共和國亦被奧地利派軍鎮壓，整個革命到此失敗。1850年，加里波底流亡美國紐約市。

### 影响
創立復興報的加富爾最终在1852年成為薩丁尼亞王国的首相，採行自由主義政策，並有著擴張以一統北意大利的雄心。故此，1848年革命雖然失敗，卻為1860年代奧地利帝國日益自由化、意大利統一及德意志統一奠下重要基石。這些國家均頒布憲法，給予中產階級與貴族及特權階層分享權力。

## 法國二月革命
革命者在杜樂麗宮的國王寶座上寫道：“巴黎人民致全歐洲：自由、平等、博愛。1848年2月24日”。

## 德意志1848年革命

### 背景
在1840年，普魯士國王腓特烈·威廉三世逝世，腓特烈·威廉四世繼位。腓特烈威廉四世頗同情自由主義。他放寬了報章審查，而且不阻止自由主義的活動。在1847年，他甚至召開了一個國會，普魯士各區議會均派出了代表。但是國王拒絕給予該國會任何憲法上的權力，自由主義者因而失望地解散。翌年，法國二月革命引發的革命風潮直捲整個歐洲，包括了德意志各邦國及普魯士。

### 經過
1848年2月29日，慕尼黑起義，大學生、工人、市民聯合佔據軍械庫，要求巴伐利亞國王路德維希一世以及他的寵妾「羅拉內閣」下台，国王被逼成立一個由中產階級代表組成的新內閣。如此。內閣的風潮厲行整個南德意志地區，史稱「三月內閣」。
1848年3月18日，柏林革命，中產階級與工農階級聚集王宮廣場，要求實行出版自由、召開聯合會議、組織人民自衛團，普魯士國王腓特烈·威廉四世被逼部分同意人民的要求，但人民並不罷休。3月20日軍隊撤退，3月22日，起義勝利，國王在群眾注視下為一百八十三名烈士脫帽致哀。3月29日，柏林自由派內閣組成。腓特烈威廉四世意識到原先的改革已经無法满足人民的要求，於是召開了一個立憲會議。他宣稱希望成立一個聯邦制的德意志帝國，在這個帝國中將會有一個民選的議會，國民擁有言論和出版自由。
由於普魯士作為德意志邦聯中的一個大邦也願意支持自由主義者，某些德意志邦國便也群起仿效。同年3月底，約五千名決心實行民主、自由和平等的德意志領袖齊集於法蘭克福，召開了法蘭克福國民議會，由1848年5月18日開會直到1849年5月31日。這個議會主要是由中產階級組成，希望預備一份聯邦憲法，有代表支持成立由奧地利帝國統治的大德意志，將奧地利與波希米亞併入德國；有代表則支持由普魯士統治的小德意志，不包括任何奧地利領土。
最後，議會的與會者認為，應採取「小德意志」方案統一，並將德意志皇位給予普魯士國王腓特烈·威廉四世。不過，腓特烈·威廉四世拒絕這個建議，因為他害怕奧地利反對，而且新憲法規定國王沒有對法案的否決權，這是他極力反對的，他甚至形容接受由議會賦予的帝位是「拾取在溝渠上的皇冠」，而奧地利和德意志南部諸邦的代表因議會通過「小德意志」方案而退出（害怕北部的新教勢力會主導整個國家）。僅餘的「小德意志」議會代表面對失敗，惟有把立憲議會解散，不久之後普奧聯軍攻進各邦議會，數千中產階級的自由主義者被迫逃走至美國。德意志革命力量雖然曾經強大，但最終在封建專制勢力的鎮壓下失敗。但國王被迫接受憲法。

### 影响
在1850年，普魯士國王也成立了憲法，回應失敗了的民間革命，並決心要成立一個團結北方德意志邦國的聯盟，以回應民族主義的訴求。

## 丹麦革命

### 背景
丹麦自从17世纪就一直是个君主专制国家。但是在1830年代丹麦国内的自由主义和民族主义运动开始愈演愈烈。1848年1月20日，国王克里斯蒂安八世驾崩。丹麦国内的自由主义者随后便发起了一系列君主立宪运动。

### 经过
1848年3月21日，丹麦国家自由党人组织了一次前往克里斯蒂安堡宫的游行。新的国王，弗雷德里克七世接受了自由主义者的要求，制定了新的宪法并成立了由国家自由党主导的新内阁。弗雷德里克七世同时也同意了与一个两院制议会共同分担权利。丹麦成为君主立宪国家，尽管权利依然高度集中。很多军官对此表示不满，但最终也接受了新政府。与欧洲其他国家不一样，丹麦革命从始至终都处于一个相对和平的状态，革命之后并没有爆发反动主义政变。但是新的宪法并没有延伸到南部的石勒苏益格公国，丹麦与德意志联邦的石勒苏益格-荷尔斯泰因问题仍然没能得到解决。第一次石勒蘇益格戰爭随后在同一天爆发。

## 奧地利革命

### 維也納
19世紀中葉，奧地利帝國仍是一個多民族的封建貴族專制國家，而維也納作為奧地利的首都，便成為了保守勢力的中心。當地的革命也是由1848年法國二月革命所激發的。1848年3月13日，奧地利首都維也納爆發了推翻梅特涅政府的示威遊行，高呼「自由、憲法」、「打倒梅特涅」等口號，維也納的革命者包括了所有的社會階層，例如宮廷人士，崇尚自由主義的貴族、中產階級和專業人士，他們均要求民主的改革，大批群眾示威，更築起街壘與奧地利軍隊展開戰鬥，示威人士限令奧皇斐迪南一世立即解除首相梅特涅的職務；在國民的壓力下，斐迪南被迫讓步，年屆七十五的梅特涅辭職並舉家逃至英國倫敦，奧皇承諾「頒賜」憲法，並於3月17日改組成責任內閣，4月25日頒佈帝國憲法，但新內閣繼續推行反對自由主義的政策，於是整個局勢急轉直下。5月15日維也納人民再次起義，迫使斐迪南一世及哈布斯堡皇室在5月17日由維也納逃至因斯勃魯克，奧皇在7月同意召開立憲會議。

### 波希米亞
1848年3月，「青年捷克黨」在布拉格舉行會議。他們要求實行責任內閣，承認捷克語和德語之間的平等地位，反對奧皇以詔書形式頒佈的憲法和奧地利元帥溫迪施格雷茨的軍事挑釁行動，皇帝在壓力下同意了該等要求。布拉格市民更於6月12日早晨舉行革命。革命者和奧地利軍隊進行戰鬥，並逮捕了地方議會議長。但被溫和的中產階級释放。這位地方议长逃出後便遂同温迪施格雷茨一起进行反攻，引致6月17日革命失败。

### 匈牙利
革命由匈牙利人科苏特·拉约什領導，發起了一場反抗奧地利專制統治的運動，他雖認同匈牙利民族主義，卻否定了傳統以來馬札爾貴族的特權。他指責這些貴族有免稅的特權，要求廢除封建的法庭和隨意強迫農民作工的做法。他的方案包括成立一個民選國會，商人、貿易者、專業人士、中產階級皆有選舉權；他要求法律面前人人平等，並引入陪審團制度，於是在1848年3月，群眾在科苏特的領導下要求整個奧地利帝國確立以英國模式為本的憲法和國會，廢除人頭稅，由選舉產生匈牙利政府，並草擬匈牙利法典。3月15日，舊有的國會被迫接受這些建議，在維也納成立一個立憲政府。匈牙利的地方議會迅速通過了一連串自由主義的法案。然而，當俄國軍隊在1849年5月開始援助奧地利時，局勢便變得對革命者不利。在八月至九月份，革命更在俄奧聯軍鎮壓下迅速終結。

### 影响
奧地利首相、保王黨的梅特涅被迫下台，而奥皇斐迪南一世亦宣佈退位，並讓位予他的侄兒弗朗茨·约瑟夫。新任奥地利皇帝弗朗茨·约瑟夫一世通過一些較自由的政策，如擴大地方自治及保證各族平等，維持帝國統治。面對奧地利本土的不滿，弗朗茨·约瑟夫一世皇帝於1849年3月4日頒布憲法，承諾組織一個保障帝國統一、民族平等及代議制的國會，亦廢除封建制度、建立市政組織及改革司法制度。在捷克問題上，為紓緩捷克的獨立情緒，奧地利政府便作出退讓，如和所謂的老捷克派（即士紳及中產階級）合作，允許捷克人組成波希米亞議會，捷克語取得與德語對等的地位，捷克人有自己的大學及中學，且可在政府中擔任公職。匈牙利王國、克羅地亞－斯洛文尼亞成為了帝國直轄區，享有一定程度的政治自由，奧帝國最終於1867年改組為奧匈帝國。

## 瑞士独立同盟战争
拿破仑战争之后，瑞士再次成为一个联邦，各州再次享有高度的自治。不过，1840年代保守派和自由派之间的关系日益紧张，最终在1847年爆发了分離主義聯盟戰爭。经过一场几乎没有流血的战争之后，自由派获胜，独立同盟于1847年11月被瑞士联邦解散。法国、奥地利和普鲁士等帝國保守政权都对自由主义者的获胜表示不满，并警告瑞士联邦不得修订新宪法。但随后的革命浪潮让这些国家的保守派自顾不暇，瑞士随即颁布《1848年联邦宪法》，完全变成了一个现代化的联邦制国家。

## 其它国家
1848年的革命浪潮几乎波及了整个欧洲。除了上述国家，多瑙河公国、比利时、爱尔兰都发生了不同程度的起义和革命。甚至像新格拉纳达和巴西这样的美洲国家都发生了大规模的游行示威活动，美国与加拿大也受到了影响。
英国、荷兰、葡萄牙、俄罗斯和奥斯曼帝国是少数几个没有在1848年发生革命的欧洲大国。但是葡萄牙王國、和俄罗斯帝国控制的波兰會議王国和立陶宛都在此前发生过革命或内战。俄罗斯境内的自由主义者和革命组织之间并没能建立起良好的联系，没能在1848年发动革命。奥斯曼帝国相对平静，但是在其不少附属国内均爆发了不同程度的抗议和示威。英国和荷兰是少数几个能够进行有效改革，避免事态激化的国家。